# Чичирата Иницио
Чичирата Иницио је насеље у Италији у округу Сиракуза, региону Сицилија.
Према процени из 2011. у насељу је живело 43 становника. Насеље се налази на надморској висини од 9 м.